# Championnat du Venezuela de football 2018
Navigation
Saison 2017 Saison 2019
La saison 2018 du championnat du Venezuela de football est la soixante-troisième édition du championnat de première division professionnelle au Venezuela et la quatre-vingt-dix-neuvième saison du championnat national. Il n'y a pas de relégation cette saison pour porter à vingt le nombre de participants la saison prochaine.
La compétition est scindée en deux tournois saisonniers qui fonctionnement de manière similaire :
- les dix-huit clubs engagés affrontent leurs adversaires une seule fois.
- les huit premiers du classement final du tournoi disputent une phase finale, jouée sous forme de rencontres aller-retour à élimination directe, des quarts de finale jusqu'à la finale.

En fin de saison, les deux clubs vainqueurs des tournois s'affrontent pour se disputer le titre de champion.
C'est le Zamora FC qui est sacré à l'issue de la saison, après avoir remporté le tournoi Ouverture puis battu le Club Deportivo Lara lors de la finale nationale. C'est le cinquième titre de champion du Venezuela de l'histoire du club

## Les clubs participants
- Aragua FC
- Caracas FC
- Mineros de Guayana
- Trujillanos FC
- Zulia FC
- Portuguesa FC
- Carabobo FC
- Metropolitanos Fútbol Club
- Club Deportivo Lara
- Academia Puerto Cabello  - Promu de Segunda División
- Deportivo Táchira
- Atlético Venezuela
- Zamora FC
- Monagas SC
- Estudiantes de Caracas - Promu de Segunda División
- Deportivo La Guaira
- Estudiantes de Mérida
- Deportivo Anzoátegui

## Compétition
Le barème utilisé pour établir les différents classements est le suivant :
- Victoire : 3 points
- Match nul : 1 point
- Défaite : 0 point

### Tournoi Ouverture

#### Phase régulière
| Rang | Équipe                     | Pts | J  | G  | N | P  | Bp | Bc | Diff |
| ---- | -------------------------- | --- | -- | -- | - | -- | -- | -- | ---- |
| 1    | Carabobo FC                | 36  | 17 | 10 | 6 | 1  | 31 | 16 | +15  |
| 2    | Zamora FC                  | 31  | 17 | 9  | 4 | 4  | 21 | 15 | +6   |
| 3    | Caracas FC                 | 30  | 17 | 9  | 3 | 5  | 22 | 13 | +9   |
| 4    | Mineros de Guayana         | 30  | 17 | 8  | 6 | 3  | 21 | 14 | +7   |
| 5    | Deportivo La Guaira        | 28  | 17 | 8  | 4 | 5  | 20 | 16 | +4   |
| 6    | Club Deportivo Lara        | 27  | 17 | 7  | 6 | 4  | 21 | 15 | +6   |
| 7    | Estudiantes de Mérida      | 27  | 17 | 7  | 6 | 4  | 24 | 20 | +4   |
| 8    | Aragua FC                  | 24  | 17 | 6  | 6 | 5  | 22 | 16 | +6   |
| 9    | Portuguesa FC              | 23  | 17 | 6  | 5 | 6  | 14 | 22 | -8   |
| 10   | Deportivo Táchira          | 22  | 17 | 5  | 7 | 5  | 22 | 19 | +3   |
| 11   | Atlético Venezuela         | 22  | 17 | 6  | 4 | 7  | 21 | 21 | 0    |
| 12   | Trujillanos FC             | 21  | 17 | 5  | 6 | 6  | 15 | 19 | -4   |
| 13   | Zulia FC                   | 17  | 17 | 3  | 8 | 6  | 24 | 26 | -2   |
| 14   | Academia Puerto CabelloP   | 17  | 17 | 4  | 5 | 8  | 8  | 14 | -6   |
| 15   | Monagas SCT                | 16  | 17 | 3  | 7 | 7  | 18 | 19 | -1   |
| 16   | Estudiantes de CaracasP    | 13  | 17 | 3  | 4 | 10 | 12 | 29 | -17  |
| 17   | Deportivo Anzoátegui       | 12  | 17 | 1  | 9 | 7  | 15 | 25 | -10  |
| 18   | Metropolitanos Fútbol Club | 12  | 17 | 2  | 6 | 9  | 13 | 23 | -10  |

|  | Qualification pour la phase finale                |
|  | T : Tenant du titre P : Promu de Segunda División |

#### Phase finale
|  | Quarts de finale      | Quarts de finale      | Quarts de finale   | Quarts de finale   |             |             | Demi-finales | Demi-finales | Demi-finales | Demi-finales |  |  | Finale | Finale | Finale | Finale |
|  |                       |                       |                    |                    |             |             |              |              |              |              |  |  |        |        |        |        |
|  |                       |                       |                    |                    |             |             |              |              |              |              |  |  |        |        |        |        |
|  |                       |                       |                    |                    |             |             |              |              |              |              |  |  |        |        |        |        |
|  | Zamora FC             | Zamora FC             | 3                  | 3                  |             |             |              |              |              |              |  |  |        |        |        |        |
|  | Zamora FC             | Zamora FC             | 3                  | 3                  |             |             |              |              |              |              |  |  |        |        |        |        |
|  | Estudiantes de Mérida | Estudiantes de Mérida | 1                  | 1                  |             |             |              |              |              |              |  |  |        |        |        |        |
|  | Estudiantes de Mérida | Estudiantes de Mérida | 1                  | 1                  | Zamora FC   | Zamora FC   | 1            | 3            |              |              |  |  |        |        |        |        |
|  |                       |                       |                    |                    | Zamora FC   | Zamora FC   | 1            | 3            |              |              |  |  |        |        |        |        |
|  |                       |                       | Caracas FC         | Caracas FC         | 0           | 2           |              |              |              |              |  |  |        |        |        |        |
|  | Caracas FC            | Caracas FC            | Caracas FC         | Caracas FC         | 0           | 2           | 3            | 2            |              |              |  |  |        |        |        |        |
|  | Caracas FC            | Caracas FC            |                    |                    |             |             |              | 2            |              |              |  |  |        |        |        |        |
|  | Club Deportivo Lara   | Club Deportivo Lara   | 1                  | 0                  |             |             |              |              |              |              |  |  |        |        |        |        |
|  | Club Deportivo Lara   | Club Deportivo Lara   | 1                  | 0                  | Zamora FC   | Zamora FC   | 1            | 1            |              |              |  |  |        |        |        |        |
|  |                       |                       |                    |                    | Zamora FC   | Zamora FC   | 1            | 1            |              |              |  |  |        |        |        |        |
|  |                       |                       | Mineros de Guayana | Mineros de Guayana | 1           | 0           |              |              |              |              |  |  |        |        |        |        |
|  | Carabobo FC           | Carabobo FC           | Mineros de Guayana | Mineros de Guayana | 1           | 0           | 0            | 2            |              |              |  |  |        |        |        |        |
|  | Carabobo FC           | Carabobo FC           |                    |                    |             |             |              |              |              |              |  |  |        |        |        |        |
|  | Aragua FC             | Aragua FC             | 0                  | 0                  |             |             |              |              |              |              |  |  |        |        |        |        |
|  | Aragua FC             | Aragua FC             | 0                  | 0                  | Carabobo FC | Carabobo FC | 1            | 2            |              |              |  |  |        |        |        |        |
|  |                       |                       |                    |                    | Carabobo FC | Carabobo FC | 1            | 2            |              |              |  |  |        |        |        |        |
|  |                       |                       | Mineros de Guayana | Mineros de Guayana | 1           | 3           |              |              |              |              |  |  |        |        |        |        |
|  | Mineros de Guayana    | Mineros de Guayana    | Mineros de Guayana | Mineros de Guayana | 1           | 3           | 0            | 2            |              |              |  |  |        |        |        |        |
|  | Mineros de Guayana    | Mineros de Guayana    |                    |                    |             |             |              | 2            |              |              |  |  |        |        |        |        |
|  | Deportivo La Guaira   | Deportivo La Guaira   | 0                  | 0                  |             |             |              |              |              |              |  |  |        |        |        |        |
|  | Deportivo La Guaira   | Deportivo La Guaira   | 0                  | 0                  |             |             |              |              |              |              |  |  |        |        |        |        |
|  |                       |                       |                    |                    |             |             |              |              |              |              |  |  |        |        |        |        |

### Tournoi Clôture

#### Phase régulière
| Rang | Équipe                     | Pts | J  | G  | N | P  | Bp | Bc | Diff |
| ---- | -------------------------- | --- | -- | -- | - | -- | -- | -- | ---- |
| 1    | Monagas SCT                | 34  | 17 | 10 | 4 | 3  | 26 | 12 | +14  |
| 2    | Deportivo La Guaira        | 30  | 17 | 8  | 6 | 3  | 28 | 25 | +3   |
| 3    | Deportivo Táchira          | 29  | 17 | 8  | 5 | 4  | 24 | 15 | +9   |
| 4    | Club Deportivo Lara        | 29  | 17 | 7  | 8 | 2  | 20 | 11 | +9   |
| 5    | Trujillanos FC             | 29  | 17 | 8  | 5 | 4  | 23 | 19 | +4   |
| 6    | Estudiantes de Mérida      | 28  | 17 | 7  | 7 | 3  | 28 | 20 | +8   |
| 7    | Zamora FC                  | 28  | 17 | 8  | 4 | 5  | 25 | 19 | +6   |
| 8    | Caracas FC                 | 28  | 17 | 8  | 4 | 5  | 22 | 19 | +3   |
| 9    | Mineros de Guayana         | 27  | 17 | 6  | 9 | 2  | 24 | 15 | +9   |
| 10   | Zulia FC                   | 23  | 17 | 6  | 5 | 6  | 25 | 19 | +6   |
| 11   | Deportivo Anzoátegui       | 20  | 17 | 5  | 5 | 7  | 16 | 23 | -7   |
| 12   | Estudiantes de CaracasP    | 19  | 17 | 5  | 4 | 8  | 18 | 25 | -7   |
| 13   | Academia Puerto CabelloP   | 18  | 17 | 3  | 9 | 5  | 21 | 23 | -2   |
| 14   | Atlético Venezuela         | 18  | 17 | 4  | 6 | 7  | 18 | 25 | -7   |
| 15   | Metropolitanos Fútbol Club | 15  | 17 | 4  | 3 | 10 | 14 | 25 | -11  |
| 16   | Carabobo FC                | 14  | 17 | 3  | 5 | 9  | 11 | 19 | -8   |
| 17   | Aragua FC                  | 13  | 17 | 3  | 4 | 10 | 8  | 19 | -11  |
| 18   | Portuguesa FC              | 22  | 17 | 2  | 3 | 12 | 13 | 30 | -17  |

|  | Qualification pour la phase finale                |
|  | T : Tenant du titre P : Promu de Segunda División |

#### Phase finale
|  | Quarts de finale      | Quarts de finale      | Quarts de finale    | Quarts de finale    |                     |                     | Demi-finales | Demi-finales | Demi-finales | Demi-finales |  |  | Finale | Finale | Finale | Finale |
|  |                       |                       |                     |                     |                     |                     |              |              |              |              |  |  |        |        |        |        |
|  |                       |                       |                     |                     |                     |                     |              |              |              |              |  |  |        |        |        |        |
|  |                       |                       |                     |                     |                     |                     |              |              |              |              |  |  |        |        |        |        |
|  | Deportivo La Guaira   | Deportivo La Guaira   | 0                   | 3                   |                     |                     |              |              |              |              |  |  |        |        |        |        |
|  | Deportivo La Guaira   | Deportivo La Guaira   | 0                   | 3                   |                     |                     |              |              |              |              |  |  |        |        |        |        |
|  | Zamora FC             | Zamora FC             | 1                   | 1                   |                     |                     |              |              |              |              |  |  |        |        |        |        |
|  | Zamora FC             | Zamora FC             | 1                   | 1                   | Deportivo La Guaira | Deportivo La Guaira | 0            | 3            |              |              |  |  |        |        |        |        |
|  |                       |                       |                     |                     | Deportivo La Guaira | Deportivo La Guaira | 0            | 3            |              |              |  |  |        |        |        |        |
|  |                       |                       | Deportivo Táchira   | Deportivo Táchira   | 1                   | 1                   |              |              |              |              |  |  |        |        |        |        |
|  | Deportivo Táchira     | Deportivo Táchira     | Deportivo Táchira   | Deportivo Táchira   | 1                   | 1                   | 0            | 3            |              |              |  |  |        |        |        |        |
|  | Deportivo Táchira     | Deportivo Táchira     |                     |                     |                     |                     |              | 3            |              |              |  |  |        |        |        |        |
|  | Estudiantes de Mérida | Estudiantes de Mérida | 0                   | 1                   |                     |                     |              |              |              |              |  |  |        |        |        |        |
|  | Estudiantes de Mérida | Estudiantes de Mérida | 0                   | 1                   | Deportivo La Guaira | Deportivo La Guaira | 0            | 0            |              |              |  |  |        |        |        |        |
|  |                       |                       |                     |                     | Deportivo La Guaira | Deportivo La Guaira | 0            | 0            |              |              |  |  |        |        |        |        |
|  |                       |                       | Club Deportivo Lara | Club Deportivo Lara | 0                   | 1                   |              |              |              |              |  |  |        |        |        |        |
|  | Club Deportivo Lara   | Club Deportivo Lara   | Club Deportivo Lara | Club Deportivo Lara | 0                   | 1                   | 1            | 1            |              |              |  |  |        |        |        |        |
|  | Club Deportivo Lara   | Club Deportivo Lara   |                     |                     |                     |                     |              |              |              |              |  |  |        |        |        |        |
|  | Trujillanos FC        | Trujillanos FC        | 2                   | 0                   |                     |                     |              |              |              |              |  |  |        |        |        |        |
|  | Trujillanos FC        | Trujillanos FC        | 2                   | 0                   | Club Deportivo Lara | Club Deportivo Lara | 1            | 2            |              |              |  |  |        |        |        |        |
|  |                       |                       |                     |                     | Club Deportivo Lara | Club Deportivo Lara | 1            | 2            |              |              |  |  |        |        |        |        |
|  |                       |                       | Caracas FC          | Caracas FC          | 1                   | 0                   |              |              |              |              |  |  |        |        |        |        |
|  | Monagas SC            | Monagas SC            | Caracas FC          | Caracas FC          | 1                   | 0                   | 2            | 1            |              |              |  |  |        |        |        |        |
|  | Monagas SC            | Monagas SC            |                     |                     |                     |                     |              | 1            |              |              |  |  |        |        |        |        |
|  | Caracas FC            | Caracas FC            | 2                   | 2                   |                     |                     |              |              |              |              |  |  |        |        |        |        |
|  | Caracas FC            | Caracas FC            | 2                   | 2                   |                     |                     |              |              |              |              |  |  |        |        |        |        |
|  |                       |                       |                     |                     |                     |                     |              |              |              |              |  |  |        |        |        |        |

### Finale du championnat
Les clubs vainqueur des tournois d'ouverture et de clôture s'affrontent en fin de saison pour remporter le titre de champion.
| Équipe 1            | Résultat | Équipe 2  | Aller | Retour |
| ------------------- | -------- | --------- | ----- | ------ |
| Club Deportivo Lara | 1 - 5    | Zamora FC | 1 - 1 | 0 - 4  |

- Le Zamora FC est sacré champion du Venezuela 2018.

### Classement cumulé
Le classement cumulé des deux tournois permet d'attribuer les places pour la Copa Libertadores 2019 et la Copa Sudamericana 2019 mais aussi de désigner les deux formations reléguées en deuxième division.
| Rang | Équipe                     | Pts | J  | G  | N  | P  | Bp | Bc | Diff |
| ---- | -------------------------- | --- | -- | -- | -- | -- | -- | -- | ---- |
| 1    | Zamora FCOuv               | 59  | 34 | 17 | 8  | 9  | 46 | 34 | +12  |
| 2    | Caracas FC                 | 58  | 34 | 17 | 7  | 10 | 44 | 32 | +12  |
| 3    | Deportivo La Guaira        | 58  | 34 | 16 | 10 | 8  | 48 | 41 | +7   |
| 4    | Mineros de Guayana         | 57  | 34 | 14 | 15 | 5  | 45 | 29 | +16  |
| 5    | Club Deportivo LaraClo     | 56  | 34 | 14 | 14 | 6  | 41 | 26 | +15  |
| 6    | Estudiantes de Mérida      | 55  | 34 | 14 | 13 | 7  | 52 | 40 | +12  |
| 7    | Deportivo Táchira          | 51  | 34 | 13 | 12 | 9  | 44 | 34 | +10  |
| 8    | Monagas SCT                | 50  | 34 | 13 | 11 | 10 | 44 | 31 | +13  |
| 9    | Carabobo FC                | 50  | 34 | 13 | 11 | 10 | 42 | 35 | +7   |
| 10   | Trujillanos FC             | 50  | 34 | 13 | 11 | 10 | 38 | 38 | 0    |
| 11   | Zulia FCC                  | 40  | 34 | 9  | 13 | 12 | 49 | 45 | +4   |
| 12   | Atlético Venezuela         | 40  | 34 | 10 | 10 | 14 | 39 | 46 | -7   |
| 13   | Aragua FC                  | 37  | 34 | 9  | 10 | 15 | 30 | 35 | -5   |
| 14   | Academia Puerto CabelloP   | 35  | 34 | 7  | 14 | 13 | 29 | 37 | -8   |
| 15   | Deportivo Anzoátegui       | 32  | 34 | 6  | 14 | 14 | 31 | 48 | -17  |
| 16   | Estudiantes de CaracasP    | 32  | 34 | 8  | 8  | 18 | 30 | 55 | -25  |
| 17   | Portuguesa FC              | 32  | 34 | 8  | 8  | 18 | 27 | 52 | -25  |
| 18   | Metropolitanos Fútbol Club | 38  | 34 | 6  | 9  | 19 | 27 | 48 | -21  |

|  | Qualification pour la Copa Libertadores 2019                                         |
|  | Qualification pour la Copa Sudamericana 2019                                         |
|  | Relégation directe en Segunda División                                               |
|  | T : Tenant du titre C : Vainqueur de la Copa Venezuela P : Promu de Segunda División |

- Zulia FC qualifié pour la Copa Sudamericana 2019 en tant que vainqueur de Coupe du Venezuela.
- Monagas SC qualifié pour la Copa Sudamericana 2019 car étant la meilleure équipe non qualifiée pour la Copa Libertadores dans le classement de clôture.
- Sur le site de la fédération[1], Deportivo Anzoátegui a une pénalité de 6 points donc le club devrait être relégué, mais sur le site de la ligue cette pénalité n'est pas comptabilisée[2]. La ligue décide de porter le nombre d'équipes pour la prochaine saison à vingt, ce qui implique qu'il n'y aura aucune relégation cette saison[3].

## Bilan de la saison
| Championnat du Venezuela de football 2018 |                       |
| Champion                                  | Zamora FC (5e titre)  |
| Coupes et trophées                        |                       |
| Vainqueur de la Coupe du Venezuela 2018   | Zulia FC              |
| Qualifications continentales              |                       |
| Copa Libertadores 2019                    | Zamora FC             |
| Copa Libertadores 2019                    | Club Deportivo Lara   |
| Copa Libertadores 2019                    | Caracas FC            |
| Copa Libertadores 2019                    | Deportivo La Guaira   |
| Copa Sudamericana 2019                    | Mineros de Guayana    |
| Copa Sudamericana 2019                    | Estudiantes de Mérida |
| Copa Sudamericana 2019                    | Monagas SC            |
| Copa Sudamericana 2019                    | Zulia FC              |
| Promotions et relégations                 |                       |
| Promus en Primera División                | LALA Fútbol Club      |
| Promus en Primera División                | Llaneros de Guanare   |
| Relégués en Segunda División              | aucun                 |